# Alfred Thiele
Pour les articles homonymes, voir Thiele.
Alfred Thiele, né le 21 septembre 1886 à Leipzig et mort le 19 septembre 1957 dans cette même ville, est un sculpteur et médailleur allemand.

## Biographie

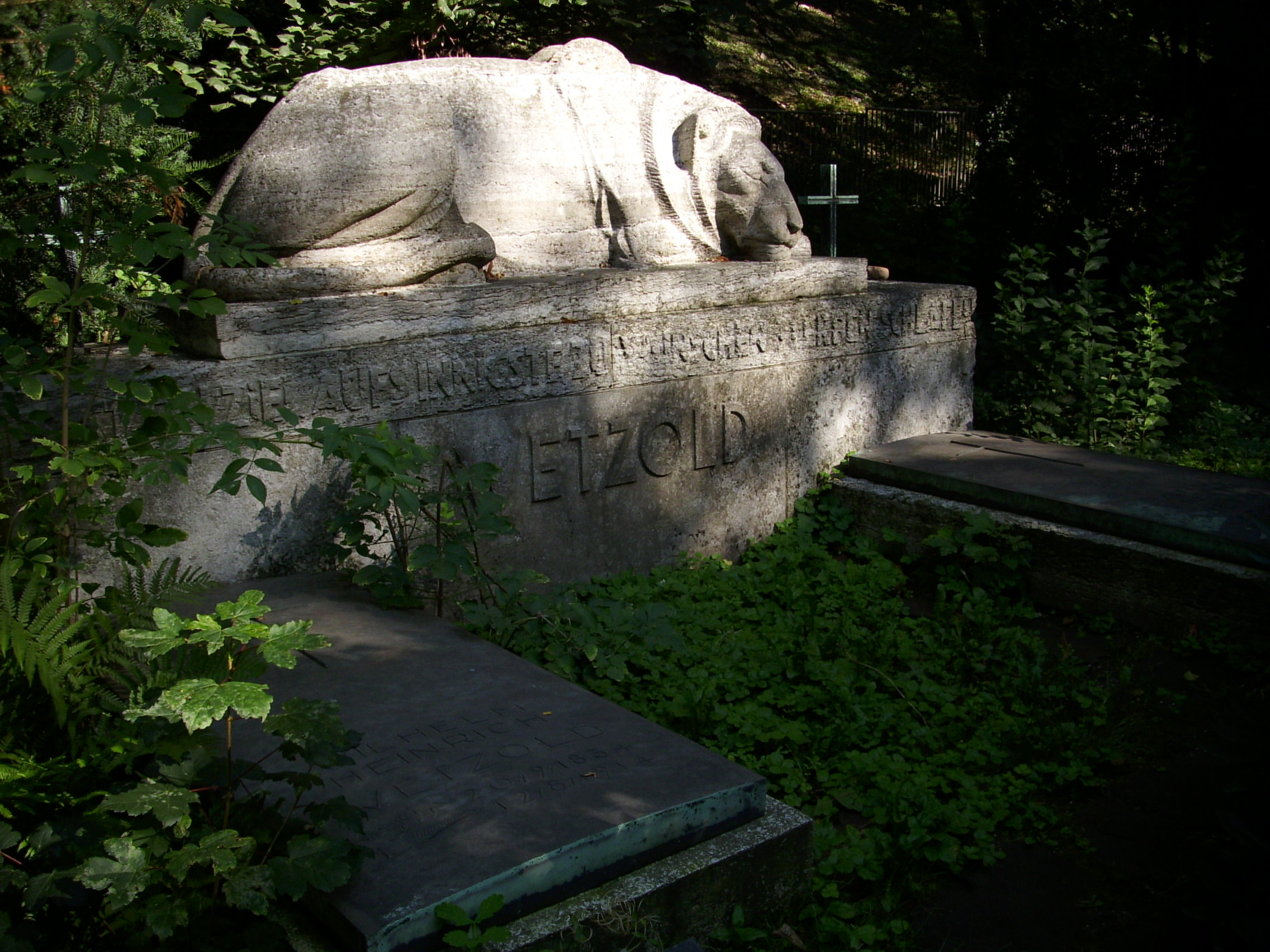
Lion endormi, monument funéraire (1929)

### Origines et formation
Fils d'Anna Andra et de Carl Thiele, libraire à Leipzig, Alfred Thiele reçoit une formation de tailleur sur pierre et sur bois. De 1903 à 1908, il apprend la sculpture à l'Académie des arts de Leipzig. Il est l'élève d'Adolf Lehnert (de) et Bruno Héroux.

### Création artistique
Après un court séjour à Munich, il revient dans sa ville natale et exerce en tant qu'artiste indépendant. À partir de 1910, il expose des médailles et des plaquettes, et un an plus tard, des statues. Partant du naturalisme du Jugendstil, son style évolue de l'expressionnisme à la Nouvelle objectivité au milieu des années 1920. Influencé par Aristide Maillol et Wilhelm Lehmbruck, il s'intéresse à la représentation du mouvement et de l'expression corporelle. Dès 1928, ses œuvres sont tellement appréciées qu'un journal titre à son sujet : « Il n'existe qu'un sculpteur à Leipzig : Alfred Thiele ». Thiele se consacre également à la sculpture animalière et réalise, par ailleurs, des œuvres d'art funéraire.

### Enseignement
Tandis qu'il est professeur à l'Académie des arts de Leipzig puis dirige un cours de sculpture, Alfred Thiele exerce une influence particulière de 1920 à 1953. Entre autres, la pratique de la sculpture animalière qu'il enseigne en coopération étroite avec le zoo devient une tradition à Leipzig.
Il a eu notamment pour élèves Rudolf Oelzner (de), Walter Arnold, Elfriede Ducke (de), Bruno Kubas (de), Rolf Szymanski (de).

## Œuvres

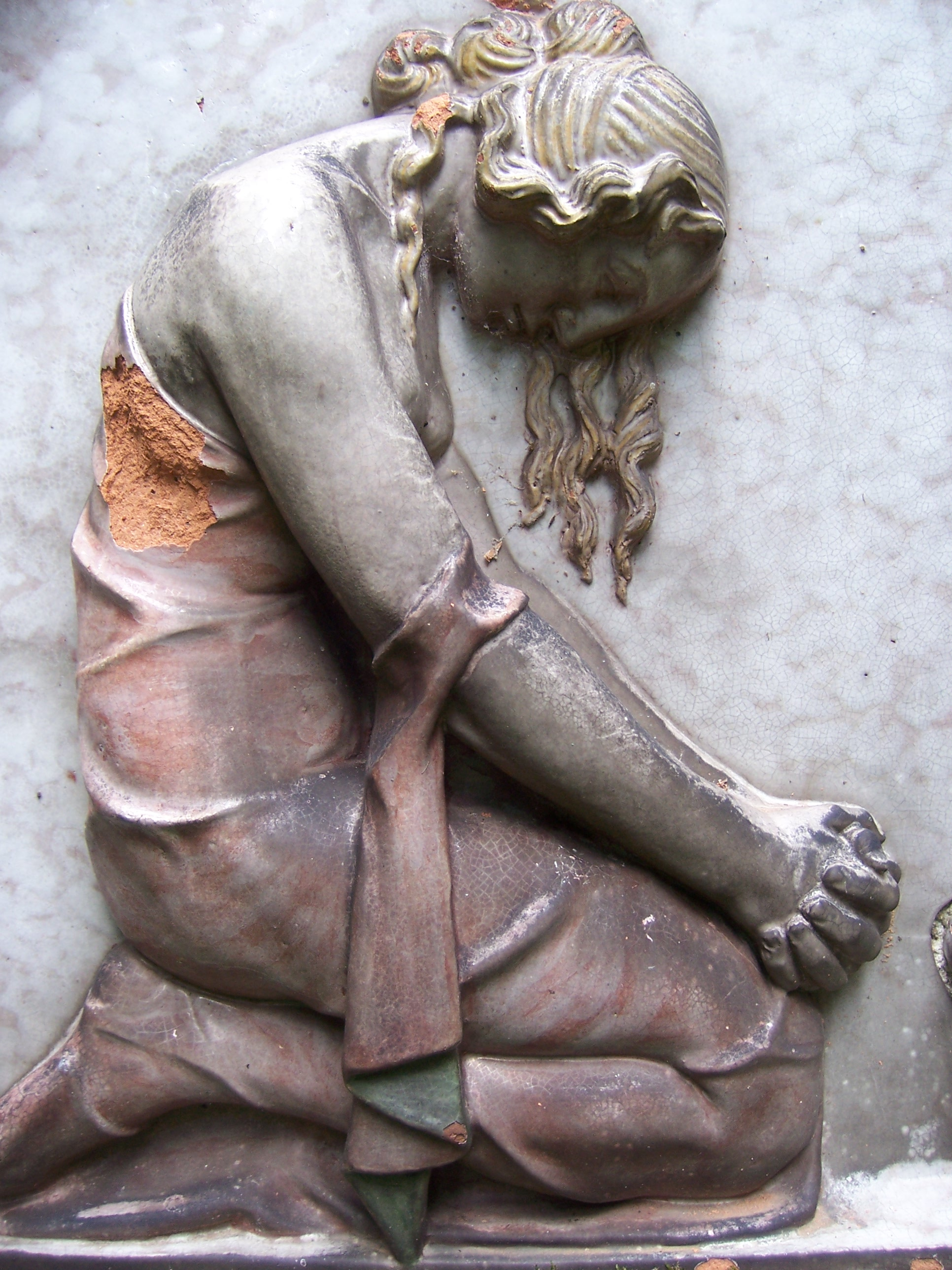
Détail du relief en majolique, 1920

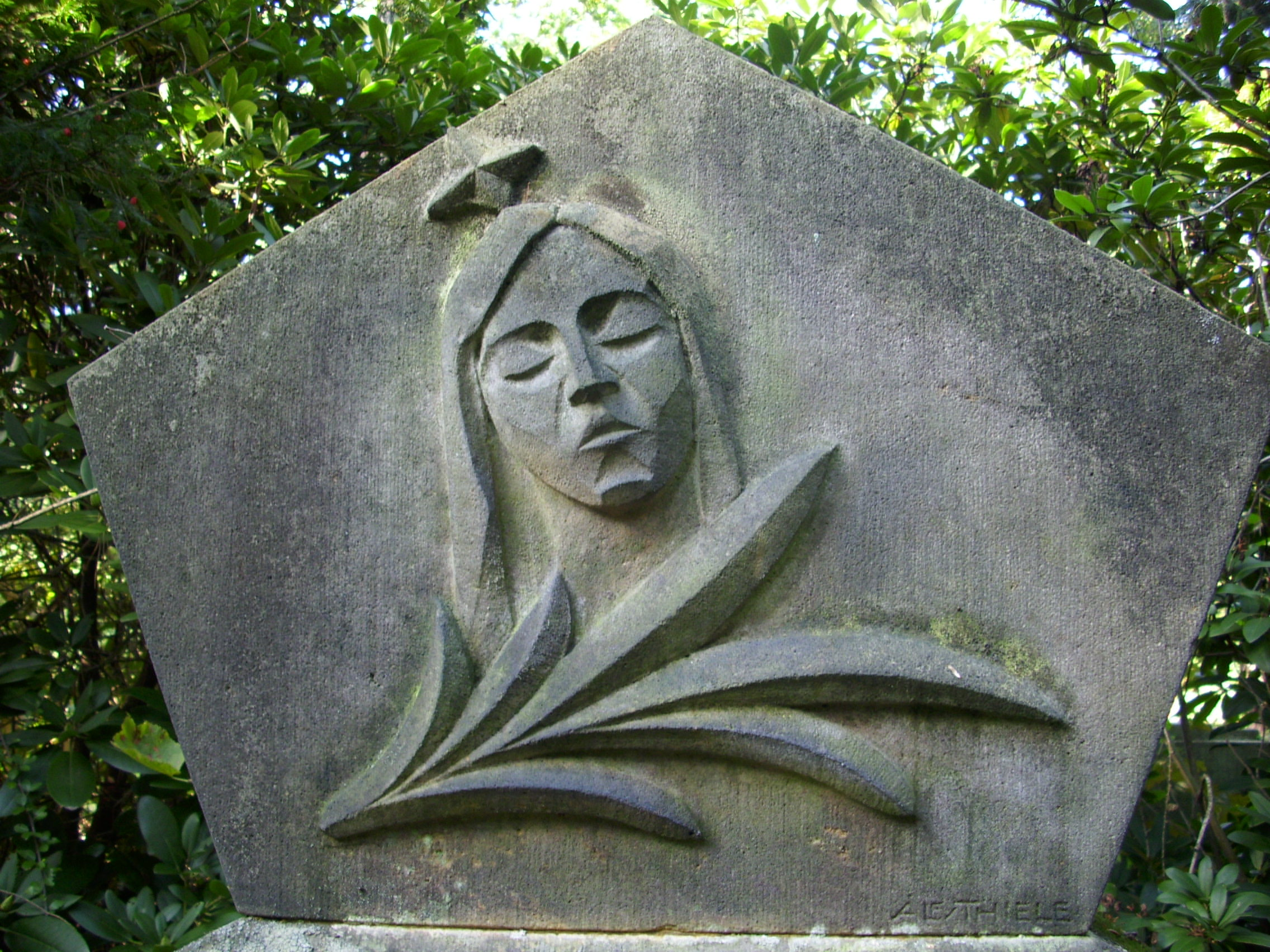
Sépulture Kratz (détail), 1921, cimetière Südfriedhof Leipzig

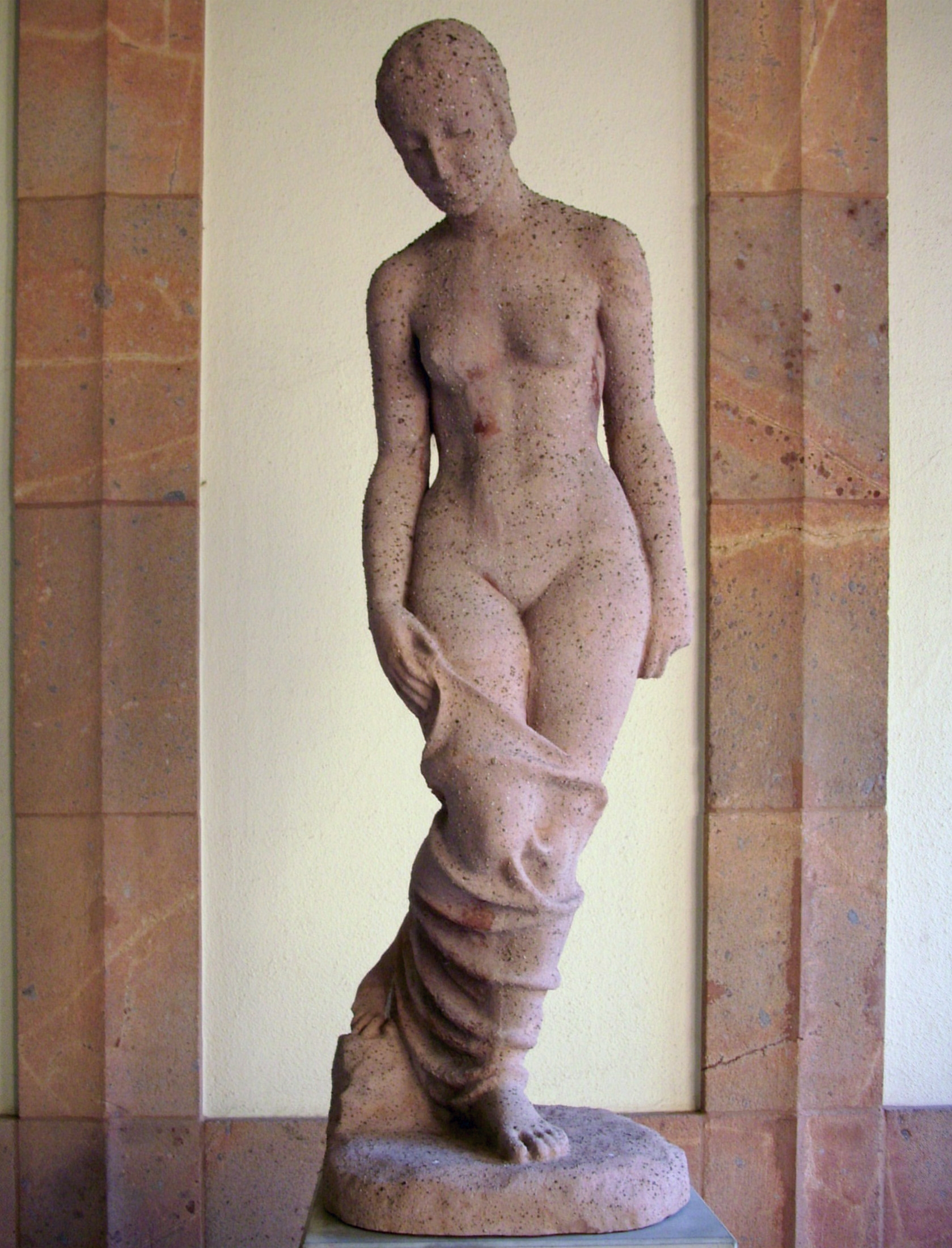
Sinnende, 1929, moulage en ciment

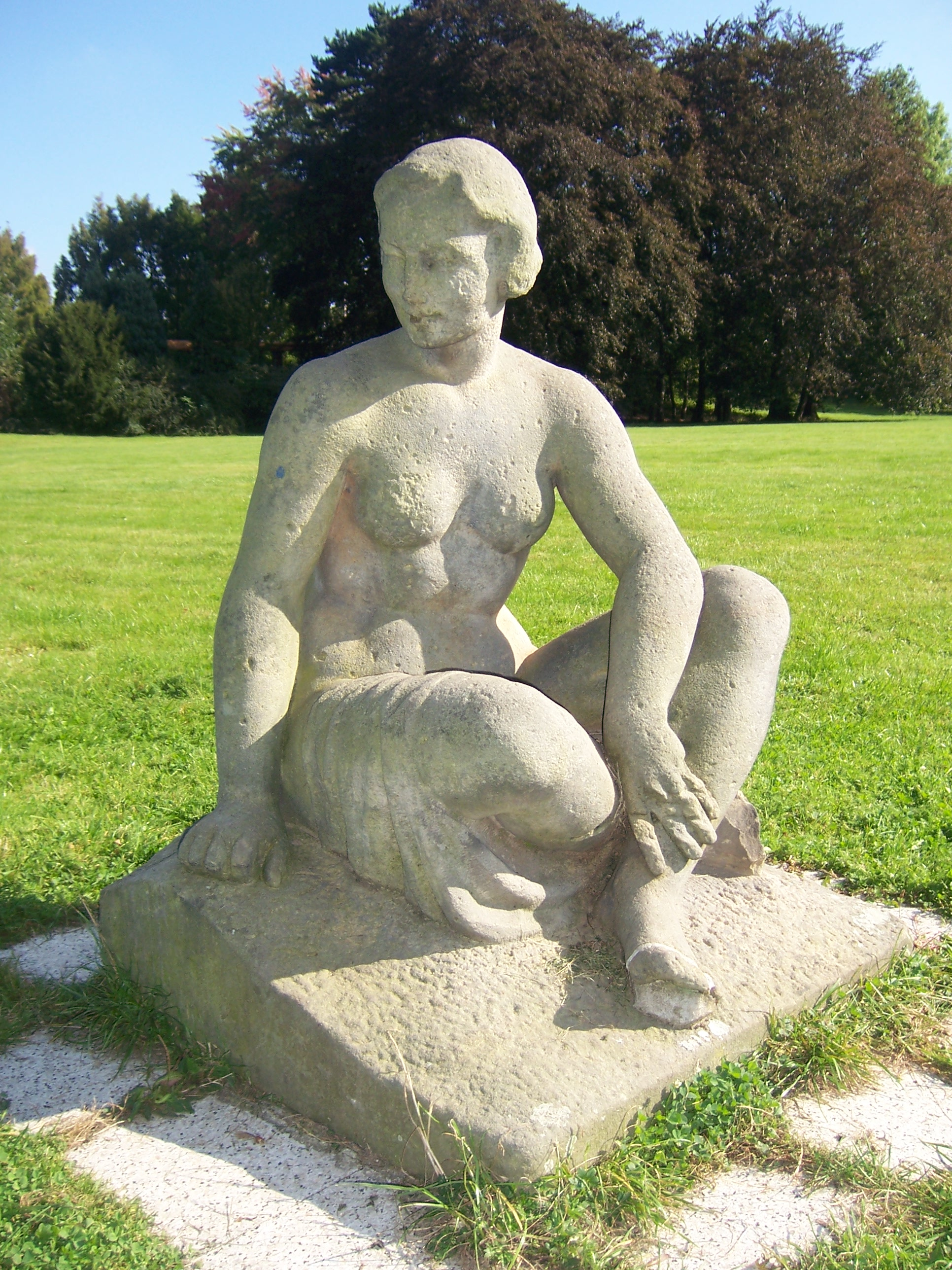
Sitzende, dans le parc de la Herfurthsche Villa, Markkleeberg, 1939

- 1917 : Tanzender weiblicher Akt, Bronze auf Serpentinsockel
- 1918 : Porträtrelief Karl Kaiser und König von Österreich-Ungarn, Bronze
- 1919 : Fliehende Daphne, Bronze auf Marmorsockel
- 1919 : Kriegerdenkmal, Leisnig
- 1920 : Majolikarelief Grabstätte Degner, Südfriedhof Leipzig
- 1921 : Frauenkopf, fränkischer Muschelkalk
- 1921 : Porträtrelief Wilhelm Felsche, Bronze
- 1924 : Figur Seele, Bronze
- 1924 : Hockender Akt, Bronze
- 1924 : Trampeltier, Bronze
- 1925 : Löwe, Bronze auf Marmorsockel
- 1925 : Sitzende, Bronze
- 1925 : Anbetende, Bronze auf Muschelkalksockel
- 1926 : Leopard, an der Pfote leckend, Bronze
- 1927 : Springender Hengst, Bronze auf Holzsockel
- 1927:  Porträtrelief Arthur Hantzsch, Bronze
- 1928:  Laufendes Dromedar, Bronze auf Marmorplinthe
- 1928 : Bildnisköpfe in Terrakotta mit leichter Einfärbung von Haar und Lippen
- 1929 : Schlafender Löwe, Grabstätte Wetzold, fränkischer Muschelkalkstein, Südfriedhof Leipzig
- 1929 : Sinnende, Zementguss, Grassimuseum Leipzig
- 1929 : Schreitende, Bronze (depuis 2012 : Museum für angewandte Kunst, Leipzig)
- 1932 : Liegendes Gnu, Bronze
- 1933 : Lautenspielerin, Zementguss
- 1933 : Porträtrelief Julius Klengel, Bronze
- 1936 : Johannisfigur am Johannishospital in Leipzig
- 1937 : Korbtragende Frau, Kolossalstatue, Wohnhaus Johannisplatz, Leipzig
- 1938 : Polospieler, Bronze
- 1938 : Nach abgeworfenem Speer, Bronze
- 1938 : Liegender Baisabock, Bronze
- 1938 : Panther, an Pfote leckend, Bronze
- 1938 : Liegender Tiger, Bronze
- 1941 : Der Morgen, Bronze
- 1941 : Pelikan, Bronze
- 1942 : Liegender Gepard, Bronze auf Muschelkalksockel
- 1947 : Stehende, Bronze
- 1948 : Witternder Tiger, Bronze
- 1949 : Kumpel vor der Einfahrt, Bronze
- 1949 : Laufende Giraffe, Bronze
- 1950 : Relief Arbeit und Handel, Messehofpassage Leipzig
- 1953–55 : Bauplastik, Ringbebauung Rossplatz, Leipzig
- 1956 : Liegendes Guanako, Bronze

## Source et références
- (de) Cet article est partiellement ou en totalité issu de l’article de Wikipédia en allemand intitulé « Alfred Thiele (Bildhauer) » (voir la liste des auteurs).

1. ↑  (de) Herwig Guratzsch, Museum des bildenden Künste Leipzig. Katalog der Bildwerke, Cologne 1999, p. 61.